# Sara Paxton

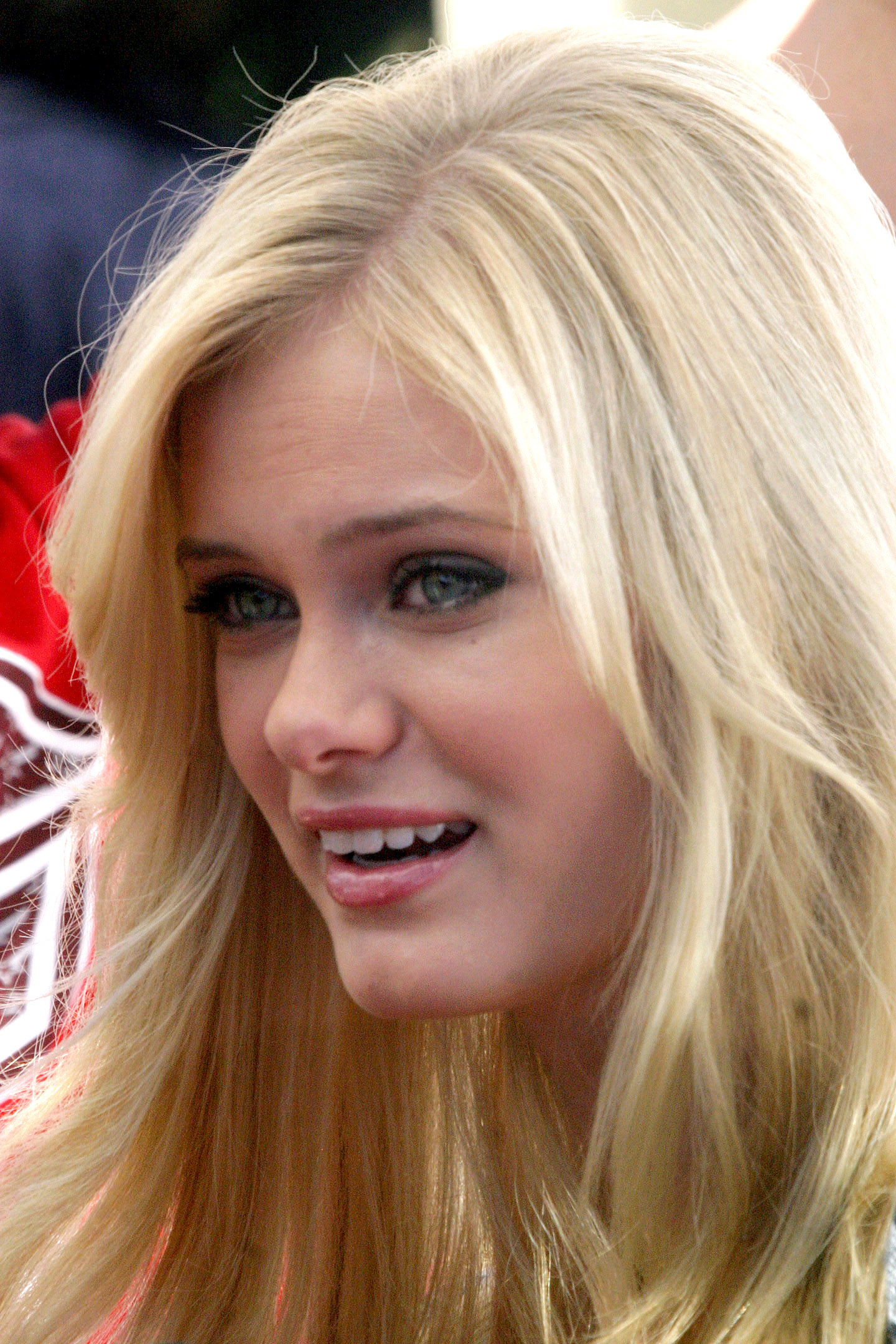
Sara Paxton, 2007

Sara Paxton (* 25. April 1988 in Woodland Hills, Los Angeles, Kalifornien) ist eine US-amerikanische Schauspielerin und Pop-Sängerin.

## Leben und Karriere
In jungen Jahren trat Paxton in verschiedenen Werbespots auf. Die erste Filmrolle bekam sie im Alter von acht Jahren als Schulmädchen in Der Dummschwätzer. Danach bekam sie diverse Rollen in kleineren Filmen und Fernsehserien, wie zum Beispiel 1999 in X-Factor: Das Unfassbare. 2002 übernahm Paxton in der Fernsehserie Greetings from Tucson eine Hauptrolle. In weiteren Nebenrollen war sie in den Serien CSI: Vegas, CSI: Miami, Malcolm mittendrin und Will & Grace zu sehen. In Summerland Beach war sie 2004 für einige Episoden als Sarah Borden zu sehen. Ebenfalls spielte sie eine Hauptrolle in dem Film Plötzlich verliebt, in dem sie die zickige Stacie verkörperte.
2006 spielte Paxton eine Hauptrolle in dem Film Aquamarin – Die vernixte erste Liebe. Für den Soundtrack des Films nahm sie den Titel Connected auf und arbeitete an einer CD mit dem Titel The Ups and Downs, die die erfolgreiche Single Here We Go Again enthielt. 2008 spielte sie neben Drake Bell die weibliche Hauptrolle in Superhero Movie. Sie hatte auch jeweils einen Gastauftritt in Die Zauberer vom Waverly Place und Lizzie McGuire. 2009 spielte sie als Mari Collingwood die Hauptrolle in der Neuverfilmung The Last House on the Left des gleichnamigen Films von Wes Craven aus dem Jahr 1972.

## Filmografie (Auswahl)
- 1999: X-Factor: Das Unfassbare (Beyond Belief: Fact or Fiction, Fernsehserie, eine Folge)
- 2001: Herrchen wider Willen (Hounded)
- 2002: CSI: Vegas (Fernsehserie, Folge 2x15)
- 2002–2003: Greetings from Tucson (Fernsehserie, 5 Folgen)
- 2004: Malcolm mittendrin (Malcolm in the Middle, Fernsehserie, Folge 5x14)
- 2004: Summerland Beach (Summerland, Fernsehserie, 5 Folgen)
- 2004: Plötzlich verliebt (Sleepover)
- 2004–2006: Darcy’s Wild Life (Fernsehserie, 33 Folgen)
- 2006: Halloweentown 4 – Das Hexencollege (Return to Halloweentown)
- 2006: Aquamarin – Die vernixte erste Liebe (Aquamarine)
- 2007: Sydney White – Campus Queen (Sydney White)
- 2008: Superhero Movie
- 2008: Die Zauberer vom Waverly Place (Wizards of Waverly Place, Fernsehserie, Folge 1x18)
- 2009: Jonas L.A. (Fernsehserie, Folge 1x12)
- 2009: The Last House on the Left
- 2009: The Beautiful Life
- 2011: Shark Night 3D
- 2011: The Innkeepers – Hotel des Schreckens (The Innkeepers)
- 2012: Static – Bewegungslos (Static)
- 2012: Blue Eyed Butcher
- 2013: Boom! – Sex mit der Ex (The Bounceback)
- 2013: Cheap Thrills
- 2013: Für immer jung (Lovestruck: The Musical, Fernsehfilm)
- 2014: Soldiers of Abu Ghraib (The Boys of Abu Ghraib)
- 2014: How to Get Away with Murder (Fernsehserie, Folge 1x04)
- 2015: Code Black (Fernsehserie, Folge 1x08)
- 2016: Happily Ever After
- 2016: Sundown
- 2017: Twin Peaks (Fernsehserie, Folge 1x04)
- 2017: Wrecked – Voll abgestürzt! (Wrecked, Fernsehserie, Folge 2x06)
- 2018: Der Spitzenkandidat (The Front Runner)
- 2018–2019: Good Girls (Fernsehserie, 3 Folgen)
- 2022: Blond (Blonde)
- 2022: Barbarian
- 2024: Navy CIS (NCIS, Fernsehserie, Folge 22x07)
- 2024: Based on a True Story (Fernsehserie, 4 Folgen)
- 2025: Weapons – Die Stunde des Verschwindens (Weapons)

## Diskografie (Auswahl)
Singles
- Here We Go Again
- Connected
- Temporary
- Kiss Me Like You Mean It
- Take A Walk